# Liste der erfolgreichsten Filme nach Einspielergebnis
Die Liste der erfolgreichsten Filme nach Einspielergebnis gibt Auskunft über die Einspielergebnisse und die Kapitalrendite der erfolgreichsten Filme.
Filme, die gegenwärtig landesweit in Kinos gezeigt werden, sind blau unterlegt. Dies schließt vereinzelte Vorführungen in Programmkinos aus und bedeutet nicht zwangsläufig, dass der Film gegenwärtig im deutschsprachigen Raum gezeigt wird. Bei solchen Filmen kann das tatsächliche Einspielergebnis abweichen, da die Einnahmen der letzten Tage nach Wochenenden Schätzungen sind.

## Weltweit

### Erfolgreichste Filme
Gelistet wird nach Einspielergebnis in allen Kinos weltweit. Alle Angaben zu Einnahmen und Kosten sind in Millionen US-Dollar. (nom. = nominell; infl.-ber. = inflationsbereinigt; Stand: 6. August 2025)
| #   | Deutscher Titel                                       | Originaltitel                                     | Jahr | Produktionsland                           | Einspiel- ergebnis (nom.)                                                                                           | Einspiel- ergebnis (infl.-ber.)                                                                                       | Produk- tions- kosten                     | Kapitalrendite 1 | Filmverleih (US)            |
| --- | ----------------------------------------------------- | ------------------------------------------------- | ---- | ----------------------------------------- | --- | --- | ----------------------------------------- | ---------------- | --------------------------- |
| 01  | Avatar – Aufbruch nach Pandora                        | Avatar                                            | 2009 | Vereinigte Staaten                        | 2.923,7 2.743,6 (3D/2009) +44,8 (3D/2010) +1,3 (3D/2020) +58,0 (3D/2021) +76,0 (3D/2022)                            | 4.225,8 4.011,3 (3D/2009) +64,4 (3D/2010) +1,6 (3D/2020) +67.1 (3D/2021) +81,5 (3D/2022)                              | 237,0                                     | 12,01            | 20th Century Studios        |
| 02  | Avengers: Endgame                                     | Avengers: Endgame                                 | 2019 | Vereinigte Staaten                        | 2.799,4 | 3.434,5 | 356,0                                     | 7,86             | Walt Disney Studios         |
| 03  | Avatar: The Way of Water                              | Avatar: The Way of Water                          | 2022 | Vereinigte Staaten                        | 2.320,3 | 2.415,7 | 400,0                                     | 5,80             | 20th Century Studios        |
| 04  | Titanic 3                                             | Titanic                                           | 1997 | Vereinigte Staaten                        | 2.263,3 1.843,4 (2D/1997) +350,5 (3D/2012) +0,7 (3D/2017) +0,07 (2D/2020) +68,7 (3D/2023)                           | 4.153,7 3.603,2 (2D/1997) +478,8 (3D/2012) +0,9 (3D/2017) +0,08 (2D/2020) +70,7 (3D/2023)                             | 200,0 + 18 Mio. für die 3D- Konvertierung | 10,38            | Paramount Pictures          |
| 05  | Star Wars: Das Erwachen der Macht                     | Star Wars: The Force Awakens                      | 2015 | Vereinigte Staaten                        | 2.069,5 2068,2 (3D/2015) +0,2 (3D/2020) +1,1 (3D/2021)                                                              | 2.738,3 2.736,8 (3D/2015) +0,2 (3D/2020) +1,3 (3D/2021)                                                               | 245,0                                     | 8,45             | Walt Disney Studios         |
| 06  | Avengers: Infinity War                                | Avengers: Infinity War                            | 2018 | Vereinigte Staaten                        | 2.052,4 | 2.563,6 | 300,0                                     | 6,84             | Walt Disney Studios         |
| 07  | Spider-Man: No Way Home                               | Spider-Man: No Way Home                           | 2021 | Vereinigte Staaten                        | 1.921,8 1912,2 (2D/2021) +9,6 (3D/2022)                                                                             | 2.223,8 2.213,5 (2D/2021) +10,3 (3D/2022)                                                                             | 200,0                                     | 9,51             | Sony Pictures Entertainment |
| 08  | Ne Zha 2                                              | Nézhā zhī Mótóng nào hǎi – 哪吒之魔童闹海         | 2025 | Volksrepublik China                       | 1.899,9 | 1.899,9 | 82,0                                      | 23,17            | Beijing Enlight Pictures    |
| 09  | Alles steht Kopf 2                                    | Inside Out 2                                      | 2024 | Vereinigte Staaten                        | 1.698,9 | 1.698,9 | 200,0                                     | 8,49             | Walt Disney Studios         |
| 10  | Jurassic World                                        | Jurassic World                                    | 2015 | Vereinigte Staaten                        | 1.671,5 1.670,4 (3D/2015) +1,1 (3D/2021)                                                                            | 2.738,1 2.210,4 (3D/2015) +1,3 (3D/2021)                                                                              | 150,0                                     | 11,14            | Universal Pictures          |
| 11  | Der König der Löwen                                   | The Lion King                                     | 2019 | Vereinigte Staaten                        | 1.663,3 1.656,9 (3D/2019) +5,7 (3D/2020) +0,4 (3D/2021)                                                             | 2.040,2 2.040,7 (3D/2019) +6,9 (3D/2020) +0,5 (3D/2021)                                                               | 250,0                                     | 6,65             | Walt Disney Studios         |
| 12  | Marvel’s The Avengers                                 | The Avengers                                      | 2012 | Vereinigte Staaten                        | 1.520,5 | 2.077,2 | 220,0                                     | 6,90             | Walt Disney Studios         |
| 13  | Fast & Furious 7                                      | Furious 7                                         | 2015 | Vereinigte Staaten                        | 1.515,3 | 2.005,2 | 190,0                                     | 7,98             | Universal Pictures          |
| 14  | Top Gun: Maverick                                     | Top Gun: Maverick                                 | 2022 | Vereinigte Staaten                        | 1.495,7 | 1.603,1 | 170,0                                     | 8,80             | Paramount Pictures          |
| 15  | Die Eiskönigin II                                     | Frozen II                                         | 2019 | Vereinigte Staaten                        | 1.450,0 | 1.779 | 150,0                                     | 9,67             | Walt Disney Studios         |
| 16  | Barbie                                                | Barbie                                            | 2023 | Vereinigte Staaten                        | 1.446,9 | 1.489,6 | 145,0                                     | 9,98             | Warner Bros. Entertainment  |
| 17  | Avengers: Age of Ultron                               | Avengers: Age of Ultron                           | 2015 | Vereinigte Staaten                        | 1.405,0 | 1.859,2 | 250,0                                     | 5,61             | Walt Disney Studios         |
| 18  | Die Eiskönigin – Völlig unverfroren                   | Frozen                                            | 2013 | Vereinigte Staaten                        | 1.397,0 1.280,8 (3D/2013) +0,7 (3D/2020) +52,7 (3D/2022) +62,8 (3D/2023)                                            | 1.846,4 1.724,4 (3D/2013) +0,8 (3D/2020) +56,5 (3D/2022) +64,7 (3D/2023)                                              | 150,0                                     | 8,54             | Walt Disney Studios         |
| 19  | Black Panther                                         | Black Panther                                     | 2018 | Vereinigte Staaten                        | 1.382,2 1.346,9 (3D/2018) +35,3 (3D/2020)                                                                           | 1.725,2 1.682,4 (3D/2018) +42,8 (3D/2020)                                                                             | 200,0                                     | 6,74             | Walt Disney Studios         |
| 20  | Der Super Mario Bros. Film                            | The Super Mario Bros. Movie                       | 2023 | Japan Vereinigte Staaten                  | 1.360,8 | 1.400,9 | 100,0                                     | 13,61            | Universal Pictures          |
| 21  | Harry Potter und die Heiligtümer des Todes – Teil 2   | Harry Potter and the Deathly Hallows: Part 2      | 2011 | Vereinigte Staaten Vereinigtes Königreich | 1.342,4 1.341,5 (3D/2011) +1,8 (3D/2016) +0,1 (3D/2016) +0,2 (3D/2018) +0,3 (3D/2020) +0,04 (3D/2021)               | 1.873,7 1.870,6 (3D/2018) +2,4 (3D/2016) +0,1 (3D/2016) +0,2 (3D/2018) +0,4 (3D/2020) +0,05 (3D/2021)                 | 250,0                                     | 5,37             | Warner Bros. Entertainment  |
| 22  | Deadpool & Wolverine                                  | Deadpool & Wolverine                              | 2024 | Vereinigte Staaten                        | 1.338,1 | 1.338,1 | 200,0                                     | 6,69             | Walt Disney Studios         |
| 23  | Star Wars: Die letzten Jedi                           | Star Wars: The Last Jedi                          | 2017 | Vereinigte Staaten                        | 1.332,7 1.332,5 (3D/2017) +0,2 (3D/2020)                                                                            | 1.705,2 1.705 (3D/2017) +0,3 (3D/2020)                                                                                | 250,0                                     | 5,33             | Walt Disney Studios         |
| 24  | Jurassic World: Das gefallene Königreich              | Jurassic World: Fallen Kingdom                    | 2018 | Spanien Vereinigte Staaten                | 1.310,5 1.308,5 (3D/2017) +2 (3D/2020)                                                                              | 1.639,3 1.636,9 (3D/2018) +2,4 (3D/2020)                                                                              | 170,0                                     | 7,71             | Universal Pictures          |
| 25  | Die Schöne und das Biest                              | Beauty and the Beast                              | 2017 | Vereinigte Staaten                        | 1.305,6 1.263,5 (2D/2017) +10,1 (3D/2020) +32,0 (3D/2021)                                                           | 1.665,9 1.616,7 (2D/2017) +12,2 (3D/2020) +37 (3D/2021)                                                               | 160,0                                     | 8,16             | Walt Disney Studios         |
| 26  | Die Unglaublichen 2                                   | Incredibles 2                                     | 2018 | Vereinigte Staaten                        | 1.243,1 1.242,8 (3D/2018) +0,3 (3D/2020)                                                                            | 1.552,8 1.673,2 (3D/2018) +0,4 (3D/2020)                                                                              | 200,0                                     | 6,22             | Walt Disney Studios         |
| 27  | Fast & Furious 8                                      | The Fate of the Furious                           | 2017 | Vereinigte Staaten                        | 1.236,0 | 1.581,5 | 250,0                                     | 4,94             | Universal Pictures          |
| 28  | Iron Man 3                                            | Iron Man 3                                        | 2013 | Vereinigte Staaten                        | 1.214,8 | 1.635,5 | 250,0                                     | 4,86             | Walt Disney Studios         |
| 29  | Minions                                               | Minions                                           | 2015 | Vereinigte Staaten                        | 1.159,4 | 1.534,2 | 74,0                                      | 15,67            | Universal Pictures          |
| 30  | The First Avenger: Civil War                          | Captain America: Civil War                        | 2016 | Vereinigte Staaten                        | 1.153,3 | 1.507,1 | 250,0                                     | 4,61             | Walt Disney Studios         |
| 31  | Aquaman                                               | Aquaman                                           | 2018 | Vereinigte Staaten                        | 1.148,5 | 1.434,6 | 200,0                                     | 5,74             | Warner Bros. Entertainment  |
| 32  | Der Herr der Ringe: Die Rückkehr des Königs 2         | The Lord of the Rings: The Return of the King     | 2003 | Neuseeland Vereinigte Staaten             | 1.146,4 | 1.954,5 | 94,0                                      | 12,20            | New Line Cinema             |
| 33  | Spider-Man: Far From Home                             | Spider-Man: Far From Home                         | 2019 | Vereinigte Staaten                        | 1.131,9 | 1.388,7 | 160,0                                     | 7,07             | Sony Pictures Entertainment |
| 34  | Captain Marvel                                        | Captain Marvel                                    | 2019 | Vereinigte Staaten                        | 1.128,5 | 1.384,5 | 175,0                                     | 6,45             | Walt Disney Studios         |
| 35  | Transformers 3                                        | Transformers: Dark of the Moon                    | 2011 | Vereinigte Staaten                        | 1.123,8 | 1.567 | 195,0                                     | 5,76             | Paramount Pictures          |
| 36  | James Bond 007: Skyfall 2                             | Skyfall                                           | 2012 | Vereinigte Staaten Vereinigtes Königreich | 1.108,6 | 1.514,5 | 200,0                                     | 5,54             | Metro-Goldwyn-Mayer         |
| 37  | Transformers: Ära des Untergangs                      | Transformers: Age of Extinction                   | 2014 | Vereinigte Staaten                        | 1.105,3 1.104,1 (3D/2014) +1,2 (3D/2024)                                                                            | 1.462,8 (3D/2014) +1,2 (3D/2024)                                                                                      | 210,0                                     | 5,26             | Paramount Pictures          |
| 38  | Jurassic Park 3                                       | Jurassic Park                                     | 1993 | Vereinigte Staaten                        | 1.104,4 978,2 (2D/1993) +0,8 (2D/2011) +118,2 (3D/2013) +0,4 (3D/2018) +1,9 (3D/2020) +0,3 (3D/2022) +4,6 (3D/2023) | 2.291,5 2.123,5 (2D/1993) +1,1 (2D/2011) +159,1 (3D/2013) +0,5 (3D/2018) +2,3 (3D/2020) +0,3 (3D/2022) +4,7 (3D/2023) | 63,0 + 10 Mio. für die 3D- Konvertierung  | 15,05            | Universal Pictures          |
| 39  | The Dark Knight Rises 2                               | The Dark Knight Rises                             | 2012 | Vereinigte Staaten Vereinigtes Königreich | 1.081,2 | 1.477 | 250,0                                     | 4,32             | Warner Bros. Entertainment  |
| 40  | Star Wars: Der Aufstieg Skywalkers                    | Star Wars: The Rise of Skywalker                  | 2019 | Vereinigte Staaten                        | 1.077,0 | 1.321,3 | 588,2                                     | 1,83             | Walt Disney Studios         |
| 41  | Joker 2                                               | Joker                                             | 2019 | Vereinigte Staaten                        | 1.074,4 | 1.318,1 | 70,0                                      | 15,35            | Warner Bros. Entertainment  |
| 42  | A Toy Story: Alles hört auf kein Kommando             | Toy Story 4                                       | 2019 | Vereinigte Staaten                        | 1.073,4 | 1.316,9 | 200,0                                     | 5,37             | Walt Disney Studios         |
| 43  | Toy Story 3                                           | Toy Story 3                                       | 2010 | Vereinigte Staaten                        | 1.067,0 | 1.534,8 | 200,0                                     | 5,34             | Walt Disney Studios         |
| 44  | Pirates of the Caribbean – Fluch der Karibik 2 2      | Pirates of the Caribbean: Dead Man’s Chest        | 2006 | Vereinigte Staaten                        | 1.066,2 | 1.659 | 225,0                                     | 4,74             | Walt Disney Studios         |
| 45  | Vaiana 2                                              | Moana 2                                           | 2024 | Vereinigte Staaten                        | 1.059,2 | 1.059,2 | 150,0                                     | 7,06             | Walt Disney Studios         |
| 46  | Rogue One: A Star Wars Story                          | Rogue One: A Star Wars Story                      | 2016 | Vereinigte Staaten                        | 1.056,1 | 1.380,1 | 200,0                                     | 5,28             | Walt Disney Studios         |
| 47  | Aladdin                                               | Aladdin                                           | 2019 | Vereinigte Staaten                        | 1.050,7 | 1.289,1 | 183,0                                     | 5,74             | Walt Disney Studios         |
| 48  | Pirates of the Caribbean – Fremde Gezeiten            | Pirates of the Caribbean: On Stranger Tides       | 2011 | Vereinigte Staaten                        | 1.045,7 | 1.458,1 | 250,0                                     | 4,18             | Walt Disney Studios         |
| 49  | Ich – Einfach unverbesserlich 3                       | Despicable Me 3                                   | 2017 | Vereinigte Staaten                        | 1.034,8 | 1.324,1 | 80,0                                      | 12,94            | Universal Pictures          |
| 50  | Findet Dorie                                          | Finding Dory                                      | 2016 | Vereinigte Staaten                        | 1.028,6 | 1.344,2 | 200,0                                     | 5,14             | Walt Disney Studios         |
| 51  | Star Wars: Episode I – Die dunkle Bedrohung 3         | Star Wars: Episode I – The Phantom Menace         | 1999 | Vereinigte Staaten                        | 1.027,1 924,3 (2D/1999) +102,7 (3D/2012)                                                                            | 1.880,8 1.740,5 (2D/1999) +140,3 (3D/2012)                                                                            | 115,0                                     | 8,93             | 20th Century Fox            |
| 52  | Zoomania                                              | Zootopia                                          | 2016 | Vereinigte Staaten                        | 1.025,5 | 1.340,1 | 150,0                                     | 6,84             | Walt Disney Studios         |
| 53  | Alice im Wunderland                                   | Alice in Wonderland                               | 2010 | Vereinigte Staaten                        | 1.025,5 | 1.475,1 | 200,0                                     | 5,13             | Walt Disney Studios         |
| 54  | Lilo & Stitch                                         | Lilo & Stitch                                     | 2025 | Australien Kanada Vereinigte Staaten      | 1.025,2 | 1.025,2 | 100,0                                     | 10,03            | Walt Disney Studios         |
| 55  | Harry Potter und der Stein der Weisen 2               | Harry Potter and the Philosopher’s Stone          | 2001 | Vereinigte Staaten Vereinigtes Königreich | 1.022,3 | 1.810,8 | 125,0                                     | 8,18             | Warner Bros. Entertainment  |
| 56  | Der Hobbit: Eine unerwartete Reise                    | The Hobbit: An Unexpected Journey                 | 2012 | Neuseeland Vereinigte Staaten             | 1.017,0 | 1.389,3 | 187,0                                     | 5,44             | Warner Bros. Entertainment  |
| 57  | The Dark Knight 2                                     | The Dark Knight                                   | 2008 | Vereinigte Staaten Vereinigtes Königreich | 1.006,1 | 1.465,8 | 185,0                                     | 5,44             | Warner Bros. Entertainment  |
| 58  | Jurassic World: Ein neues Zeitalter 2                 | Jurassic World Dominion                           | 2022 | Vereinigte Staaten                        | 1.002,0 | 1.074 | 170,0                                     | 5,17             | Universal Pictures          |
| 59  | Jumanji: Willkommen im Dschungel                      | Jumanji: Welcome to the Jungle                    | 2017 | Vereinigte Staaten                        | 995,3 962,1 (3D/2017) +0,05 (3D/2018) +33,1 (3D/2020) +0,07 (3D/2021)                                               | 1.271,4 1.231,1 (3D/2017) +0,1 (3D/2018) +40,1 (3D/2020) +0,1 (3D/2021)                                               | 90,0                                      | 11,06            | Columbia Pictures           |
| 60  | Der König der Löwen 3                                 | The Lion King                                     | 1994 | Vereinigte Staaten                        | 981,7 771,1 (2D/1994) +19,5 (2D/2002) +186,0 (3D/2011) +4,9 (3D/2024)                                               | 1.925,53 1.632,1 (2D/1994) +34 (2D/2002) +259,4 (3D/2011) +4,9 (3D/2024)                                              | 45,0                                      | 21,82            | Walt Disney Studios         |
| 61  | Harry Potter und die Heiligtümer des Todes – Teil 1 4 | Harry Potter and the Deathly Hallows: Part 1      | 2010 | Vereinigte Staaten Vereinigtes Königreich | 977,1 | 1.405,5 | 250,0                                     | 3,91             | Warner Bros. Entertainment  |
| 62  | Oppenheimer                                           | Oppenheimer                                       | 2023 | Vereinigte Staaten                        | 975,6 | 1.004,4 | 100,0                                     | 9,76             | Universal Pictures          |
| 63  | Ich – Einfach unverbesserlich 2                       | Despicable Me 2                                   | 2013 | Vereinigte Staaten                        | 970,8 | 1.307 | 76,0                                      | 12,77            | Universal Pictures          |
| 64  | Ich – Einfach unverbesserlich 4                       | Despicable Me 4                                   | 2024 | Vereinigte Staaten                        | 969,1 | 969,1 | 100,0                                     | 9,69             | Universal Pictures          |
| 65  | The Jungle Book                                       | The Jungle Book                                   | 2016 | Vereinigte Staaten                        | 966,6 | 1.263,2 | 175,0                                     | 5,52             | Walt Disney Studios         |
| 66  | Der Hobbit: Die Schlacht der Fünf Heere               | The Hobbit: The Battle of the Five Armies         | 2014 | Neuseeland Vereinigte Staaten             | 962,2 | 1.274,8 | 250,0                                     | 3,85             | Warner Bros. Entertainment  |
| 67  | Pirates of the Caribbean – Am Ende der Welt 2         | Pirates of the Caribbean: At World’s End          | 2007 | Vereinigte Staaten                        | 961,0 | 1.453,9 | 300,0                                     | 3,20             | Walt Disney Studios         |
| 68  | Der Hobbit: Smaugs Einöde                             | The Hobbit: The Desolation of Smaug               | 2013 | Neuseeland Vereinigte Staaten             | 959,0 | 1.291,1 | 187,0                                     | 5,13             | Warner Bros. Entertainment  |
| 69  | Doctor Strange in the Multiverse of Madness 2         | Doctor Strange in the Multiverse of Madness       | 2022 | Vereinigte Staaten                        | 955,8 | 1.024,4 | 200,0                                     | 4,77             | Walt Disney Studios         |
| 70  | Ein Minecraft Film                                    | A Minecraft Movie                                 | 2025 | Vereinigte Staaten Vereinigtes Königreich | 955,1 | 955,1 | 150,0                                     | 6,37             | Warner Bros. Entertainment  |
| 71  | Der Herr der Ringe: Die zwei Türme 2                  | The Lord of the Rings: The Two Towers             | 2002 | Neuseeland Vereinigte Staaten             | 947,9 | 1.652,9 | 94,0                                      | 10,08            | New Line Cinema             |
| 72  | Harry Potter und der Orden des Phönix 2               | Harry Potter and the Order of the Phoenix         | 2007 | Vereinigte Staaten Vereinigtes Königreich | 942,2 | 1.425,4 | 150,0                                     | 6,28             | Warner Bros. Entertainment  |
| 73  | Findet Nemo 3                                         | Finding Nemo                                      | 2003 | Vereinigte Staaten                        | 940,4 871,0 (2D/2003) +69,3 (3D/2012)                                                                               | 1.579,6 1.484,9 (2D/2003) +94,7 (3D/2012)                                                                             | 90,0                                      | 10,70            | Walt Disney Studios         |
| 74  | Minions – Auf der Suche nach dem Mini-Boss 2          | Minions: The Rise of Gru                          | 2022 | Vereinigte Staaten                        | 940,2 | 940,2 | 80,0                                      | 11,72            | Universal Pictures          |
| 75  | Harry Potter und der Halbblutprinz 2                  | Harry Potter and the Half-Blood Prince            | 2009 | Vereinigte Staaten Vereinigtes Königreich | 934,5 | 1.366,3 | 250,0                                     | 3,74             | Warner Bros. Entertainment  |
| 76  | Shrek 2 – Der tollkühne Held kehrt zurück 2           | Shrek 2                                           | 2004 | Vereinigte Staaten                        | 928,8 | 1.542,5 | 70,0                                      | 13,27            | DreamWorks SKG              |
| 77  | Bohemian Rhapsody 2                                   | Bohemian Rhapsody                                 | 2018 | Vereinigte Staaten Vereinigtes Königreich | 910,8 | 1.137,7 | 52,0                                      | 17,52            | 20th Century Fox            |
| 78  | Star Wars: Episode III – Die Rache der Sith 5         | Star Wars: Episode III – Revenge of the Sith      | 2005 | Vereinigte Staaten                        | 905,2 850,0 (2D/2005) + 55,2 (3D/2025)                                                                              | 1.420,5 1.365,3 (2D/2005) + 55,2 (3D/2025)                                                                            | 113,0                                     | 7,68             | 20th Century Fox            |
| 79  | The Battle at Lake Changjin 2                         | Chángjīn hú – 长津湖                              | 2021 | Volksrepublik China                       | 902,5 | 1.044,7 | 200,0                                     | 4,50             | CMC Pictures                |
| 80  | Der Herr der Ringe: Die Gefährten 2                   | The Lord of the Rings: The Fellowship of the Ring | 2001 | Neuseeland Vereinigte Staaten             | 898,1 | 1.590,8 | 93,0                                      | 9,67             | New Line Cinema             |
| 81  | Harry Potter und der Feuerkelch 2                     | Harry Potter and the Goblet of Fire               | 2005 | Vereinigte Staaten Vereinigtes Königreich | 896,7 | 1.440,3 | 150,0                                     | 5,98             | Warner Bros. Entertainment  |
| 82  | Spider-Man 3 2                                        | Spider-Man 3                                      | 2007 | Vereinigte Staaten                        | 895,0 | 1.354 | 258,0                                     | 3,47             | Sony Pictures Entertainment |
| 83  | Pets                                                  | The Secret Life of Pets                           | 2016 | Vereinigte Staaten                        | 894,3 875,5 (3D/2016) +18,9 (3D/2022)                                                                               | 1.164,4 1.144,1 (3D/2016) +20,3 (3D/2022)                                                                             | 75,0                                      | 11,67            | Universal Pictures          |
| 84  | Ice Age 3 – Die Dinosaurier sind los                  | Ice Age: Dawn of the Dinosaurs                    | 2009 | Vereinigte Staaten                        | 886,7 | 1.296,4 | 90,0                                      | 9,85             | 20th Century Fox            |
| 85  | James Bond 007: Spectre 2                             | Spectre                                           | 2015 | Vereinigtes Königreich                    | 880,7 | 1.165,4 | 245,0                                     | 3,59             | Metro-Goldwyn-Mayer         |
| 86  | Spider-Man: Homecoming                                | Spider-Man: Homecoming                            | 2017 | Vereinigte Staaten                        | 880,2 | 1.126,3 | 175,0                                     | 5,03             | Sony Pictures Entertainment |
| 87  | Harry Potter und die Kammer des Schreckens 2          | Harry Potter and the Chamber of Secrets           | 2002 | Vereinigte Staaten Vereinigtes Königreich | 880,0 | 1.533,8 | 100,0                                     | 8,80             | Warner Bros. Entertainment  |
| 88  | Ice Age 4 – Voll verschoben                           | Ice Age: Continental Drift                        | 2012 | Vereinigte Staaten                        | 877,2 | 1.198,4 | 95,0                                      | 9,23             | 20th Century Fox            |
| 89  | Batman v Superman: Dawn of Justice                    | Batman v Superman: Dawn of Justice                | 2016 | Vereinigte Staaten                        | 873,6 | 1.141,6 | 250,0                                     | 3,49             | Warner Bros. Entertainment  |
| 90  | Inception 2                                           | Inception                                         | 2010 | Vereinigte Staaten Vereinigtes Königreich | 870,8 | 1.252,6 | 160,0                                     | 5,44             | Warner Bros. Entertainment  |
| 91  | Wolf Warrior 2                                        | Zhàn Láng 2 (战狼2)                               | 2017 | Volksrepublik China                       | 870,3 | 1.113,6 | 30,1                                      | 28,91            | H Collective                |
| 92  | Die Tribute von Panem – Catching Fire 2               | The Hunger Games: Catching Fire                   | 2013 | Vereinigte Staaten                        | 865,0 | 1.164,6 | 130,0                                     | 6,65             | Lions Gate Entertainment    |
| 93  | Guardians of the Galaxy Vol. 2                        | Guardians of the Galaxy Vol. 2                    | 2017 | Vereinigte Staaten                        | 863,8 | 1.105,3 | 200,0                                     | 4,32             | Walt Disney Studios         |
| 94  | Black Panther: Wakanda Forever                        | Black Panther: Wakanda Forever                    | 2022 | Vereinigte Staaten                        | 859,2 | 894,5 | 200,0                                     | 4,30             | Walt Disney Studios         |
| 95  | Alles steht Kopf                                      | Inside Out                                        | 2015 | Vereinigte Staaten                        | 858,8 | 1.136,4 | 175,0                                     | 4,91             | Walt Disney Studios         |
| 96  | Venom                                                 | Venom                                             | 2018 | Vereinigte Staaten                        | 856,1 | 1.069,3 | 100,0                                     | 8,56             | Sony Pictures Entertainment |
| 97  | Thor: Tag der Entscheidung                            | Thor: Ragnarok                                    | 2017 | Vereinigte Staaten                        | 855,3 | 1.094,4 | 180,0                                     | 4,75             | Walt Disney Studios         |
| 98  | Breaking Dawn – Biss zum Ende der Nacht, Teil 2 2     | The Twilight Saga: Breaking Dawn – Part 2         | 2012 | Vereinigte Staaten                        | 848,6 | 1.159,3 | 120,0                                     | 7,07             | Summit Entertainment        |
| 99  | Guardians of the Galaxy Vol. 3                        | Guardians of the Galaxy Vol. 3                    | 2023 | Vereinigte Staaten                        | 845,6 | 870,5 | 250,0                                     | 3,38             | Walt Disney Studios         |
| 100 | Transformers – Die Rache 2                            | Transformers: Revenge of the Fallen               | 2009 | Vereinigte Staaten                        | 836,3 | 1.222,7 | 200,0                                     | 4,18             | Paramount Pictures          |

### Historische Erstplatzierung
Diese Auflistung enthält die elf Filme, die ab 1915 zeitweise die Liste der weltweit erfolgreichsten Filme anführten. Die Einspielergebnisse nach dem Verlust des ersten Platzes (d. h. bspw. Wiederveröffentlichungen wie etwa E. T. 1985 und 2002) sind in den Beträgen nicht enthalten, es sei denn der Film wurde wieder aufgeführt und hat den Rekord eines anderen gebrochen (wie bei Avatar – Aufbruch nach Pandora). Alle Einspielergebnisse sind in Millionen US-Dollar.
| Ab Jahr | Deutscher Titel                                               | Originaltitel                                  | Produktionsland    | in Jahren | Einspiel- ergebnis (nominell) | Einspiel- ergebnis (infl.-ber.) | Regisseur             |
| ------- | ------------------------------------------------------------- | ---------------------------------------------- | ------------------ | --------- | ----------------------------- | ------------------------------- | --------------------- |
| 1915    | Die Geburt einer Nation                                       | The Birth of a Nation                          | Vereinigte Staaten | 3         | 10,0                          | 322,2                           | David Wark Griffith   |
| 1918    | Mickey                                                        | Mickey                                         | Vereinigte Staaten | 19        | 18,0                          | 375                             | F. Richard Jones      |
| 1937    | Schneewittchen und die sieben Zwerge                          | Snow White and the Seven Dwarfs                | Vereinigte Staaten | 2         | 66,6                          | 1.455                           | David Hand            |
| 1939    | Vom Winde verweht                                             | Gone with the Wind                             | Vereinigte Staaten | 36        | 391,0                         | 8.831,2                         | Victor Fleming        |
| 1975    | Der weiße Hai                                                 | Jaws                                           | Vereinigte Staaten | 2         | 470,7                         | 2.742,9                         | Steven Spielberg      |
| 1977    | Krieg der Sterne (Star Wars: Episode IV – Eine neue Hoffnung) | Star Wars (Star Wars: Episode IV – A New Hope) | Vereinigte Staaten | 6         | 503,0                         | 2.603,5                         | George Lucas          |
| 1982    | E.T. – Der Außerirdische                                      | E.T. the Extra-Terrestrial                     | Vereinigte Staaten | 11        | 663,9                         | 2.158,1                         | Steven Spielberg      |
| 1993    | Jurassic Park                                                 | Jurassic Park                                  | Vereinigte Staaten | 5         | 978,2                         | 2.123,5                         | Steven Spielberg      |
| 1997    | Titanic                                                       | Titanic                                        | Vereinigte Staaten | 12        | 1.843,5                       | 3.603,4                         | James Cameron         |
| 2009    | Avatar – Aufbruch nach Pandora                                | Avatar                                         | Vereinigte Staaten | 10        | 2.743,6                       | 4.011,3                         | James Cameron         |
| 2019    | Avengers: Endgame                                             | Avengers: Endgame                              | Vereinigte Staaten | 2         | 2.799,4                       | 3.434,5                         | Anthony und Joe Russo |
| 2021    | Avatar – Aufbruch nach Pandora                                | Avatar                                         | Vereinigte Staaten | 2         | 2.802,4                       | 4.143,9                         | James Cameron         |

### Erfolgreichste Filme je Jahr
Die Liste gibt den finanziell erfolgreichsten Film des jeweiligen Jahres ab 1950 an. Alle Angaben in US-Dollar. (Stand: 6. August 2025)
| Jahr | Deutscher Titel                                             | Produktionsland                           | Einspiel- ergebnis | Produktions- kosten | Regisseur                                          |
| ---- | ----------------------------------------------------------- | ----------------------------------------- | ------------------ | ------------------- | -------------------------------------------------- |
| 1950 | Cinderella                                                  | Vereinigte Staaten                        | 88.000.466 6       | 2.200.000           | Clyde Geronimi Wilfred Jackson Wolfgang Reitherman |
| 1951 | Quo vadis?                                                  | Vereinigte Staaten                        | 30.000.000 6       | 7.000.000           | Mervyn LeRoy                                       |
| 1952 | Die größte Schau der Welt                                   | Vereinigte Staaten                        | 36.000.000 6       | 4.000.000           | Cecil B. DeMille                                   |
| 1953 | Peter Pan                                                   | Vereinigte Staaten                        | 145.000.000        | 4.000.000           | Clyde Geronimi Wilfred Jackson Wolfgang Reitherman |
| 1954 | Weiße Weihnachten                                           | Vereinigte Staaten                        | 30.000.000 6       |                     | Michael Curtiz                                     |
| 1955 | Susi und Strolch                                            | Vereinigte Staaten                        | 93.600.000 6       | 4.000.000           | Clyde Geronimi Hamilton Luske Wilfred Jackson      |
| 1956 | Die zehn Gebote                                             | Vereinigte Staaten                        | 90.066.230         | 13.500.000          | Cecil B. DeMille                                   |
| 1957 | Die Brücke am Kwai                                          | Vereinigte Staaten Vereinigtes Königreich | 30.600.000 6       | 3.000.000           | David Lean                                         |
| 1958 | South Pacific                                               | Vereinigte Staaten                        | 30.000.000 6       | 5.000.000           | Joshua Logan                                       |
| 1959 | Ben Hur                                                     | Vereinigte Staaten                        | 73.000.000 6       | 15.000.000          | William Wyler                                      |
| 1960 | Spartacus                                                   | Vereinigte Staaten                        | 60.000.000         | 12.000.000          | Stanley Kubrick                                    |
| 1961 | 101 Dalmatiner                                              | Vereinigte Staaten                        | 215.880.212        | 4.000.000           | Clyde Geronimi Hamilton Luske Wolfgang Reitherman  |
| 1962 | Lawrence von Arabien                                        | Vereinigtes Königreich                    | 75.500.852         | 15.000.000          | David Lean                                         |
| 1963 | James Bond 007 – Liebesgrüße aus Moskau                     | Vereinigtes Königreich                    | 24.796.765 6       | 2.000.000           | Terence Young                                      |
| 1964 | James Bond 007 – Goldfinger                                 | Vereinigtes Königreich                    | 51.081.062 6       | 3.000.000           | Guy Hamilton                                       |
| 1965 | Meine Lieder – meine Träume                                 | Vereinigte Staaten                        | 158.671.368 6      | 8.200.000           | Robert Wise                                        |
| 1966 | Hawaii                                                      | Vereinigte Staaten                        | 34.562.222 6       | 15.000.000          | George Roy Hill                                    |
| 1967 | Das Dschungelbuch                                           | Vereinigte Staaten                        | 205.843.612        | 4.000.000           | Wolfgang Reitherman                                |
| 1968 | 2001: Odyssee im Weltraum                                   | Vereinigte Staaten Vereinigtes Königreich | 58.500.000 6       | 10.500.000          | Stanley Kubrick                                    |
| 1969 | Zwei Banditen                                               | Vereinigte Staaten                        | 102.308.900 6      | 6.000.000           | George Roy Hill                                    |
| 1970 | Love Story                                                  | Vereinigte Staaten                        | 136.397.186        | 2.200.000           | Arthur Hiller                                      |
| 1971 | James Bond 007 – Diamantenfieber                            | Vereinigtes Königreich                    | 116.000.000        | 7.200.000           | Guy Hamilton                                       |
| 1972 | Der Pate                                                    | Vereinigte Staaten                        | 245.066.411        | 6.000.000           | Francis Ford Coppola                               |
| 1973 | Der Exorzist                                                | Vereinigte Staaten                        | 413.071.011        | 12.000.000          | William Friedkin                                   |
| 1974 | Flammendes Inferno                                          | Vereinigte Staaten                        | 139.700.000        | 14.000.000          | John Guillermin Irwin Allen                        |
| 1975 | Der weiße Hai                                               | Vereinigte Staaten                        | 470.653.000        | 12.000.000          | Steven Spielberg                                   |
| 1976 | Rocky                                                       | Vereinigte Staaten                        | 225.000.000        | 1.000.000           | John G. Avildsen                                   |
| 1977 | Krieg der Sterne/Star Wars: Episode IV – Eine neue Hoffnung | Vereinigte Staaten                        | 775.398.007        | 11.000.000          | George Lucas                                       |
| 1978 | Grease                                                      | Vereinigte Staaten                        | 394.955.690        | 6.000.000           | Randal Kleiser                                     |
| 1979 | James Bond 007 – Moonraker – Streng geheim                  | Frankreich Vereinigtes Königreich         | 210.308.099        | 31.000.000          | Lewis Gilbert                                      |
| 1980 | Star Wars: Episode V – Das Imperium schlägt zurück          | Vereinigte Staaten                        | 538.375.067        | 23.000.000          | Irvin Kershner                                     |
| 1981 | Jäger des verlorenen Schatzes                               | Vereinigte Staaten                        | 389.925.971        | 20.000.000          | Steven Spielberg                                   |
| 1982 | E.T. – Der Außerirdische                                    | Vereinigte Staaten                        | 792.910.554        | 10.500.000          | Steven Spielberg                                   |
| 1983 | Star Wars: Episode VI – Die Rückkehr der Jedi-Ritter        | Vereinigte Staaten                        | 475.106.177        | 32.500.000          | Richard Marquand                                   |
| 1984 | Indiana Jones und der Tempel des Todes                      | Vereinigte Staaten                        | 333.080.271        | 28.000.000          | Steven Spielberg                                   |
| 1985 | Zurück in die Zukunft                                       | Vereinigte Staaten                        | 389.053.797        | 19.000.000          | Robert Zemeckis                                    |
| 1986 | Top Gun – Sie fürchten weder Tod noch Teufel                | Vereinigte Staaten                        | 356.830.601        | 15.000.000          | Tony Scott                                         |
| 1987 | Eine verhängnisvolle Affäre                                 | Vereinigte Staaten                        | 320.145.693        | 14.000.000          | Adrian Lyne                                        |
| 1988 | Rain Man                                                    | Vereinigte Staaten                        | 354.825.435        | 25.000.000          | Barry Levinson                                     |
| 1989 | Indiana Jones und der letzte Kreuzzug                       | Vereinigte Staaten                        | 474.171.806        | 48.000.000          | Steven Spielberg                                   |
| 1990 | Ghost – Nachricht von Sam                                   | Vereinigte Staaten                        | 505.702.588        | 22.000.000          | Jerry Zucker                                       |
| 1991 | Terminator 2 – Tag der Abrechnung                           | Vereinigte Staaten                        | 519.843.345        | 102.000.000         | James Cameron                                      |
| 1992 | Aladdin                                                     | Vereinigte Staaten                        | 504.050.219        | 28.000.000          | Ron Clements John Musker                           |
| 1993 | Jurassic Park                                               | Vereinigte Staaten                        | 1.029.153.882      | 63.000.000          | Steven Spielberg                                   |
| 1994 | Der König der Löwen                                         | Vereinigte Staaten                        | 987.483.777        | 45.000.000          | Roger Allers Rob Minkoff                           |
| 1995 | Stirb langsam: Jetzt erst recht                             | Vereinigte Staaten                        | 366.101.666        | 90.000.000          | John McTiernan                                     |
| 1996 | Independence Day                                            | Vereinigte Staaten                        | 817.400.891        | 75.000.000          | Roland Emmerich                                    |
| 1997 | Titanic                                                     | Vereinigte Staaten                        | 2.186.772.302      | 200.000.000         | James Cameron                                      |
| 1998 | Armageddon – Das jüngste Gericht                            | Vereinigte Staaten                        | 553.709.788        | 140.000.000         | Michael Bay                                        |
| 1999 | Star Wars: Episode I – Die dunkle Bedrohung                 | Vereinigte Staaten                        | 1.027.044.677      | 115.000.000         | George Lucas                                       |
| 2000 | Mission: Impossible II                                      | Vereinigte Staaten                        | 546.388.105        | 125.000.000         | John Woo                                           |
| 2001 | Harry Potter und der Stein der Weisen                       | Vereinigte Staaten Vereinigtes Königreich | 974.755.371        | 125.000.000         | Chris Columbus                                     |
| 2002 | Der Herr der Ringe: Die zwei Türme                          | Neuseeland Vereinigte Staaten             | 926.047.111        | 94.000.000          | Peter Jackson                                      |
| 2003 | Der Herr der Ringe: Die Rückkehr des Königs                 | Neuseeland Vereinigte Staaten             | 1.119.929.521      | 94.000.000          | Peter Jackson                                      |
| 2004 | Shrek 2 – Der tollkühne Held kehrt zurück                   | Vereinigte Staaten                        | 919.838.758        | 150.000.000         | Andrew Adamson Kelly Asbury Conrad Vernon          |
| 2005 | Harry Potter und der Feuerkelch                             | Vereinigte Staaten Vereinigtes Königreich | 896.911.078        | 150.000.000         | Mike Newell                                        |
| 2006 | Pirates of the Caribbean – Fluch der Karibik 2              | Vereinigte Staaten                        | 1.066.179.725      | 225.000.000         | Gore Verbinski                                     |
| 2007 | Pirates of the Caribbean – Am Ende der Welt                 | Vereinigte Staaten                        | 963.420.425        | 300.000.000         | Gore Verbinski                                     |
| 2008 | The Dark Knight                                             | Vereinigte Staaten Vereinigtes Königreich | 1.004.558.444      | 185.000.000         | Christopher Nolan                                  |
| 2009 | Avatar – Aufbruch nach Pandora                              | Vereinigte Staaten                        | 2.789.679.794      | 237.000.000         | James Cameron                                      |
| 2010 | Toy Story 3                                                 | Vereinigte Staaten                        | 1.066.969.703      | 200.000.000         | Lee Unkrich                                        |
| 2011 | Harry Potter und die Heiligtümer des Todes – Teil 2         | Vereinigte Staaten Vereinigtes Königreich | 1.341.511.219      | 250.000.000         | David Yates                                        |
| 2012 | Marvel’s The Avengers                                       | Vereinigte Staaten                        | 1.518.812.988      | 220.000.000         | Joss Whedon                                        |
| 2013 | Die Eiskönigin – Völlig unverfroren                         | Vereinigte Staaten                        | 1.276.480.335      | 150.000.000         | Chris Buck Jennifer Lee                            |
| 2014 | Transformers: Ära des Untergangs                            | Vereinigte Staaten                        | 1.104.054.072      | 210.000.000         | Michael Bay                                        |
| 2015 | Star Wars: Das Erwachen der Macht                           | Vereinigte Staaten                        | 2.068.223.624      | 245.000.000         | J. J. Abrams                                       |
| 2016 | The First Avenger: Civil War                                | Vereinigte Staaten                        | 1.153.304.495      | 250.000.000         | Anthony Russo Joe Russo                            |
| 2017 | Star Wars: Die letzten Jedi                                 | Vereinigte Staaten                        | 1.332.539.889      | 250.000.000         | Rian Johnson                                       |
| 2018 | Avengers: Infinity War                                      | Vereinigte Staaten                        | 2.048.359.754      | 300.000.000         | Anthony Russo Joe Russo                            |
| 2019 | Avengers: Endgame                                           | Vereinigte Staaten                        | 2.797.800.564      | 356.000.000         | Anthony Russo Joe Russo                            |
| 2020 | Demon Slayer: Kimetsu no Yaiba – The Movie: Mugen Train     | Japan                                     | 473.230.408        | 15.700.000          | Haruo Sotozaki                                     |
| 2021 | Spider-Man: No Way Home                                     | Vereinigte Staaten                        | 1.910.982.770      | 200.000.000         | Jon Watts                                          |
| 2022 | Avatar: The Way of Water                                    | Vereinigte Staaten                        | 2.320.250.281      | 400.000.000         | James Cameron                                      |
| 2023 | Barbie                                                      | Vereinigte Staaten                        | 1.447.038.421      | 145.000.000         | Greta Gerwig                                       |
| 2024 | Alles steht Kopf 2                                          | Vereinigte Staaten                        | 1.698.863.816      | 200.000.000         | Kelsey Mann                                        |
| 2025 | Ne Zha 2                                                    | Volksrepublik China                       | 1.899.867.631      | 82.000.000          | Jiaozi                                             |

## Deutschland
Gelistet wird nach Einspielergebnis in allen Kinos in Deutschland. Alle Angaben zu Einnahmen und Kosten sind in US-Dollar. (nom. = nominell; infl.-ber. = inflationsbereinigt; Stand: 1. September 2024)
| #  | Deutscher Titel                                     | Originaltitel                                     | Produktionsland                           | Einspiel- ergebnis (nom.)                                                     | Einspiel- ergebnis (infl.-ber.)                                                | Filmverleih           |
| -- | --------------------------------------------------- | ------------------------------------------------- | ----------------------------------------- | ----------------------------------------------------------------------------- | ------------------------------------------------------------------------------ | --------------------- |
| 01 | Avatar – Aufbruch nach Pandora                      | Avatar                                            | Vereinigte Staaten                        | 166.725.521 156.632.531 (3D/2009) + 5.701.431 (3D/2010) + 4.391.559 (3D/2022) | 241.912.416 229.004.225 (3D/2009) + 8.201.263 (3D/2010) + 4.706.928 (3D/2022)  | 20th Century Studios  |
| 02 | Avatar: The Way of Water                            | Avatar: The Way of Water                          | Vereinigte Staaten                        | 148.204.213                                                                   | 154.295.406                                                                    | 20th Century Studios  |
| 03 | Titanic                                             | Titanic                                           | Vereinigte Staaten                        | 132.345.093 120.071.787 (2D/1997) + 9.902.323 (3D/2012) + 2.370.983 (3D/2023) | 270.020.393 254.051.749 (2D/1997) + 13.527.717 (3D/2012) + 2.440.927 (3D/2023) | Paramount Pictures    |
| 04 | Star Wars: Das Erwachen der Macht                   | Star Wars: Episode VII – The Force Awakens        | Vereinigte Staaten                        | 111.351.219                                                                   | 147.348.157                                                                    | Walt Disney Studios   |
| 05 | Der Hobbit: Eine unerwartete Reise                  | The Hobbit: An Unexpected Journey                 | Vereinigte Staaten                        | 88.849.559                                                                    | 121.378.762                                                                    | Warner Bros.          |
| 06 | Der Hobbit: Smaugs Einöde                           | The Hobbit: The Desolation of Smaug               | Vereinigte Staaten                        | 88.076.370                                                                    | 118.579.379                                                                    | Warner Bros.          |
| 07 | Der Herr der Ringe: Die Rückkehr des Königs         | The Lord of the Rings: The Return of the King     | Vereinigte Staaten                        | 87.207.000                                                                    | 115.398.744                                                                    | Warner Bros.          |
| 08 | James Bond 007: Skyfall                             | Skyfall                                           | Vereinigtes Königreich Vereinigte Staaten | 85.283.256                                                                    | 116.506.780                                                                    | Metro-Goldwyn-Mayer   |
| 09 | Star Wars: Die letzten Jedi                         | Star Wars: Episode VIII – The Last Jedi           | Vereinigte Staaten                        | 83.164.496                                                                    | 106.413.428                                                                    | Walt Disney Studios   |
| 10 | Ice Age 3 – Die Dinosaurier sind los                | Ice Age: Dawn of the Dinosaurs                    | Vereinigte Staaten                        | 82.199.367                                                                    | 120.179.392                                                                    | 20th Century Studios  |
| 11 | Ziemlich beste Freunde                              | Intouchables                                      | Frankreich                                | 79.066.638                                                                    | 106.066.872                                                                    | The Weinstein Company |
| 12 | Der Herr der Ringe: Die zwei Türme                  | The Lord of the Rings: The Two Towers             | Vereinigte Staaten                        | 78.664.632                                                                    | 137.171.462                                                                    | Warner Bros.          |
| 13 | Der Herr der Ringe: Die Gefährten                   | The Lord of the Rings: The Fellowship of the Ring | Vereinigte Staaten                        | 78.561.249                                                                    | 139.155.648                                                                    | Warner Bros.          |
| 14 | Harry Potter und die Heiligtümer des Todes – Teil 2 | Harry Potter and the Deathly Hallows: Part 2      | Vereinigtes Königreich Vereinigte Staaten | 78.042.939                                                                    | 108.822.615                                                                    | Warner Bros.          |
| 15 | James Bond 007: Keine Zeit zu Sterben               | No Time to Die                                    | Vereinigtes Königreich Vereinigte Staaten | 75.369.784                                                                    | 87.244.855                                                                     | Metro-Goldwyn-Mayer   |
| 16 | Keinohrhasen                                        | Keinohrhasen                                      | Deutschland                               | 74.002.437                                                                    | 111.956.557                                                                    | Warner Bros.          |
| 17 | James Bond 007: Spectre                             | Spectre                                           | Vereinigtes Königreich Vereinigte Staaten | 72.716.675                                                                    | 96.224.075                                                                     | Metro-Goldwyn-Mayer   |
| 18 | Der Hobbit: Die Schlacht der Fünf Heere             | The Hobbit: The Battle of the Five Armies         | Vereinigte Staaten                        | 72.475.097                                                                    | 96.019.487                                                                     | Warner Bros.          |
| 19 | Independence Day                                    | Independence Day                                  | Vereinigte Staaten                        | 71.903.025                                                                    | 143.762.520                                                                    | 20th Century Studios  |
| 20 | Fack ju Göhte                                       | Fack ju Göhte                                     | Deutschland                               | 71.854.028                                                                    | 96.738.842                                                                     | Constantin Film       |
| 21 | Der König der Löwen                                 | The Lion King                                     | Vereinigte Staaten                        | 70.857.451 63.749.765 (2D/1994) + 122.477 (2D/2002) + 6.985.209 (3D/2011)     | 144.888.292 134.934.589 (2D/1994) + 213.569 (2D/2002) + 9.740.134 (3D/2011)    | Walt Disney Studios   |
| 22 | Fack ju Göhte 2                                     | Fack ju Göhte 2                                   | Deutschland                               | 70.207.178                                                                    | 92.903.323                                                                     | Constantin Film       |
| 23 | Harry Potter und der Stein der Weisen               | Harry Potter and the Sorcerer’s Stone             | Vereinigtes Königreich Vereinigte Staaten | 67.802.864                                                                    | 123.522.136                                                                    | Warner Bros.          |
| 24 | Ice Age 4 – Voll verschoben                         | Ice Age: Continental Drift                        | Vereinigte Staaten                        | 67.098.539                                                                    | 91.664.356                                                                     | 20th Century Studios  |
| 25 | Star Wars: Der Aufstieg Skywalkers                  | Star Wars: Episode IX – The Rise of Skywalker     | Vereinigte Staaten                        | 66.833.338                                                                    | 81.995.803                                                                     | Walt Disney Studios   |
| 26 | Honig im Kopf                                       | Honig im Kopf                                     | Deutschland                               | 66.521.875                                                                    | 88.132.290                                                                     | Warner Bros.          |
| 27 | Harry Potter und die Heiligtümer des Todes – Teil 1 | Harry Potter and the Deathly Hallows: Part 1      | Vereinigtes Königreich Vereinigte Staaten | 65.963.672                                                                    | 94.885.904                                                                     | Warner Bros.          |
| 28 | Harry Potter und der Orden des Phönix               | Harry Potter and the Order of the Phoenix         | Vereinigtes Königreich Vereinigte Staaten | 65.901.311                                                                    | 99.700.553                                                                     | Warner Bros.          |
| 29 | Harry Potter und der Halbblutprinz                  | Harry Potter and the Half-Blood Prince            | Vereinigtes Königreich Vereinigte Staaten | 64.709.316                                                                    | 94.608.104                                                                     | Warner Bros.          |
| 30 | Der Schuh des Manitu                                | Der Schuh des Manitu                              | Deutschland                               | 64.221.213                                                                    | 113.755.123                                                                    | UFA                   |
| 31 | Harry Potter und der Feuerkelch                     | Harry Potter and the Goblet of Fire               | Vereinigtes Königreich Vereinigte Staaten | 63.464.106                                                                    | 101.939.360                                                                    | Warner Bros.          |
| 32 | Avengers: Endgame                                   | Avengers: Endgame                                 | Vereinigte Staaten                        | 63.290.219                                                                    | 77.648.857                                                                     | Walt Disney Studios   |
| 33 | Minions                                             | Minions                                           | Vereinigte Staaten                        | 63.194.771                                                                    | 83.623.989                                                                     | Universal Pictures    |
| 34 | Fack ju Göhte 3                                     | Fack ju Göhte 3                                   | Deutschland                               | 62.517.418                                                                    | 79.994.386                                                                     | Constantin Film       |
| 35 | Pirates of the Caribbean – Fremde Gezeiten          | Pirates of the Caribbean: On Stranger Tides       | Vereinigte Staaten                        | 62.438.491                                                                    | 87.063.864                                                                     | Walt Disney Studios   |
| 36 | (T)Raumschiff Surprise – Periode 1                  | (T)Raumschiff Surprise – Periode 1                | Deutschland                               | 62.059.389                                                                    | 103.062.285                                                                    | Constantin Film       |
| 37 | Ice Age 2 – Jetzt taut’s                            | Ice Age: The Meltdown                             | Vereinigte Staaten                        | 61.612.046                                                                    | 95.867.950                                                                     | 20th Century Studios  |
| 38 | Pirates of the Caribbean – Fluch der Karibik 2      | Pirates of the Caribbean: Dead Man’s Chest        | Vereinigte Staaten                        | 61.389.002                                                                    | 95.520.895                                                                     | Walt Disney Studios   |
| 39 | Die Eiskönigin II                                   | Frozen II                                         | Vereinigte Staaten                        | 60.624.284                                                                    | 74.378.102                                                                     | Walt Disney Studios   |
| 40 | Harry Potter und die Kammer des Schreckens          | Harry Potter and the Chamber of Secrets           | Vereinigtes Königreich Vereinigte Staaten | 59.731.853                                                                    | 104.157.426                                                                    | Warner Bros.          |
| 41 | Pirates of the Caribbean – Am Ende der Welt         | Pirates of the Caribbean: At World’s End          | Vereinigte Staaten                        | 59.421.928                                                                    | 89.898.046                                                                     | Walt Disney Studios   |
| 42 | Barbie                                              | Barbie                                            | Vereinigte Staaten                        | 57.599.864                                                                    | 59.299.060                                                                     | Warner Bros.          |
| 43 | Der König der Löwen                                 | The Lion King                                     | Vereinigte Staaten                        | 56.915.304                                                                    | 69.827.667                                                                     | Walt Disney Studios   |
| 44 | Der Super Mario Bros. Film                          | The Super Mario Bros. Movie                       | Japan Vereinigte Staaten                  | 56.633.084                                                                    | 58.247.364                                                                     | Universal Pictures    |
| 45 | Findet Nemo                                         | Finding Nemo                                      | Vereinigte Staaten                        | 55.739.542                                                                    | 95.029.168                                                                     | Walt Disney Studios   |
| 46 | Das perfekte Geheimnis                              | Das perfekte Geheimnis                            | Deutschland                               | 55.440.519                                                                    | 68.018.298                                                                     | Constantin Film       |
| 47 | Jurassic Park                                       | Jurassic Park                                     | Vereinigte Staaten                        | 55.043.929                                                                    | 72.838.192                                                                     | Universal Pictures    |
| 48 | Das Parfum – Die Geschichte eines Mörders           | Das Parfum – Die Geschichte eines Mörders         | Deutschland Frankreich Spanien            | 53.125.663                                                                    | 82.663.192                                                                     | DreamWorks SKG        |
| 49 | Alles steht Kopf 2                                  | Inside Out 2                                      | Vereinigte Staaten                        | 52.109.378                                                                    | 52.109.378                                                                     | Walt Disney Studios   |
| 50 | Oppenheimer                                         | Oppenheimer                                       | Vereinigte Staaten                        | 51.709.682                                                                    | 53.235.118                                                                     | Universal Pictures    |

## Vereinigte Staaten

### Deutsche Filme
Die 15 erfolgreichsten deutschen Produktionen in den USA. Einspielergebnis in US-Dollar. (Stand: 19. Januar 2016)
| #  | Titel                                                        | Jahr | Produktionsland                                             | Einspielergebnis (nominell) | Einspielergebnis (inflationsbereinigt) |
| -- | ------------------------------------------------------------ | ---- | ----------------------------------------------------------- | --------------------------- | -------------------------------------- |
| 01 | Cloud Atlas                                                  | 2012 | Deutschland Singapur Vereinigte Staaten Volksrepublik China | 27.108.272                  | 37.033.031                             |
| 02 | Erinnerungen an die Zukunft                                  | 1973 | BR Deutschland                                              | 25.948.371                  | 183.147.419                            |
| 03 | Die unendliche Geschichte                                    | 1984 | BR Deutschland Spanien Vereinigte Staaten                   | 20.158.808                  | 60.860.955                             |
| 04 | Die unendliche Geschichte II – Auf der Suche nach Phantásien | 1991 | Deutschland Vereinigte Staaten                              | 17.373.527                  | 40.011.529                             |
| 05 | Body of Evidence                                             | 1993 | Deutschland Vereinigte Staaten                              | 13.273.595                  | 28.814.512                             |
| 06 | Das Boot                                                     | 1982 | BR Deutschland                                              | 11.583.308                  | 37.652.678                             |
| 07 | Das Leben der Anderen                                        | 2007 | Deutschland                                                 | 11.286.112                  | 17.074.495                             |
| 08 | House of the Dead                                            | 2003 | Deutschland Kanada Vereinigte Staaten                       | 10.211.633                  | 17.409.597                             |
| 09 | Lola rennt                                                   | 1999 | Deutschland                                                 | 7.268.035                   | 13.685.676                             |
| 10 | Nirgendwo in Afrika                                          | 2003 | Deutschland                                                 | 6.180.200                   | 10.536.492                             |
| 11 | Palmetto                                                     | 1998 | Deutschland Vereinigte Staaten                              | 5.878.911                   | 11.314.608                             |
| 12 | Luther                                                       | 2003 | Deutschland Vereinigte Staaten Vereinigtes Königreich       | 5.781.086                   | 9.856.051                              |
| 13 | Der Untergang                                                | 2005 | Deutschland Italien Österreich Russland                     | 5.509.040                   | 8.848.908                              |
| 14 | Paragraph 218 – Wir haben abgetrieben, Herr Staatsanwalt     | 1974 | BR Deutschland                                              | 5.000.000                   | 31.799.185                             |
| 15 | Christiane F. – Wir Kinder vom Bahnhof Zoo                   | 1981 | BR Deutschland                                              | 4.700.000                   | 16.214.341                             |